# 西利曼学院

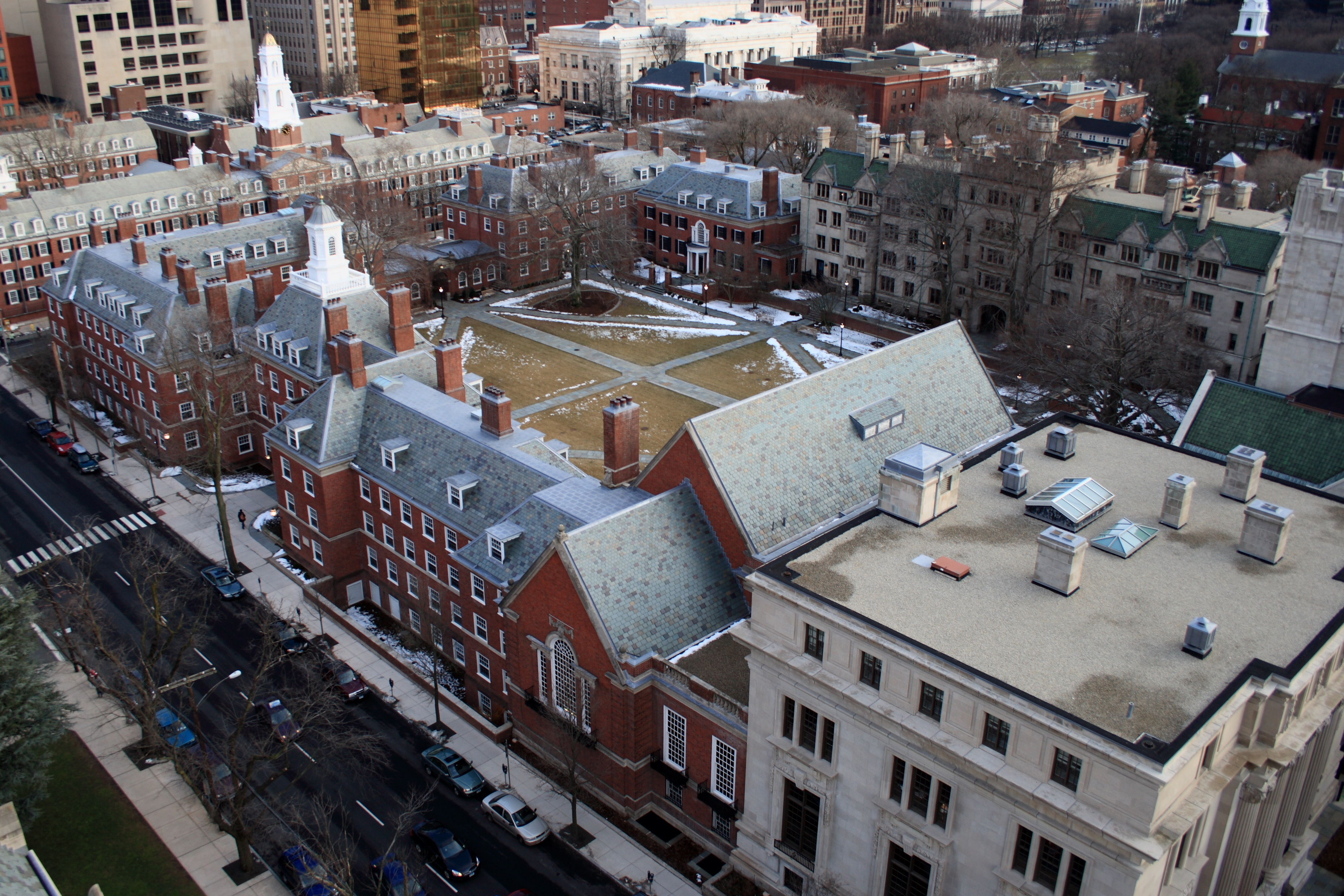
西利曼学院

西利曼学院（Silliman College）是耶鲁大学的12个住宿学院之一，位于学院街505号，得名于化学家本杰明·西利曼。它成立于1940年9月，包括早在1901年修建的建筑。它是面积最大的一个学院，包括纽黑文一个完整的街区，四周分别是学院街、华尔街、Grove街 和 Temple 街。
该学院较老的印第安纳石灰石部分，包括范德比尔特的谢菲尔德宿舍和Byers Hall，均属于原谢菲尔德科学院。前者建于1903年至1906年，由建筑师查尔斯C.海特设计，哥特式风格。后者建于1903年，新文艺复兴风格。
该学院较新的乔治式砖砌建筑部分，包括大部分核心设施和院长室，建于1940年，由建筑师艾格斯和希金斯设计。
由于西利曼学院的规模较大，该学院能够容纳大学新生，而不是在耶鲁大学的老校区，使一年级学生立刻沉浸在西利曼充满活力的学生生活。